# گورستان قورلوجه
گورستان قورلوجه مربوط به دوران‌های تاریخی پس از اسلام است و در شهرستان عجب شیر، بخش قلعه چای، روستای قوزلوجه واقع شده و این اثر در تاریخ ۱۲ بهمن ۱۳۸۱ با شمارهٔ ثبت ۷۳۶۴ به‌عنوان یکی از آثار ملی ایران به ثبت رسیده است.